# مارکو دوراویا
مارکو دوراویا (انگلیسی: Marco Duravia؛ زادهٔ ۱۴ اکتبر ۱۹۸۹) بازیکن فوتبال اهل ایتالیا است.
از باشگاه‌هایی که در آن بازی کرده‌است می‌توان به باشگاه فوتبال یوونتوس اشاره کرد.